# Fyrstendømmet Bulgarien
Fyrstendømmet Bulgarien (bulgarsk: Княжество България, Knyazhestvo Balgariya) var en de facto uafhængig stat, men de jure en vasalstat under Det Osmanniske Riges suverænitet. Fyrstendømmet blev etableret af Berlin-traktaten i 1878.